# 317 (tal)
317 är det naturliga talet som följer 316 och som följs av 318.

## Inom vetenskapen
- 317 Roxane, en asteroid.

## Inom matematiken
- 317 är ett udda tal
- 317 är ett primtal
- 317 är ett defekt tal
- 317 är ett Hilberttal